# マリー・ド・ブローニュ
マリー・ド・ブローニュ（Marie de Boulogne, 1136年 - 1182年）は、ブローニュ女伯（在位：1159年 - 1170年）。父はイングランド王スティーブン、母はブローニュ女伯マティルド。

## 生涯
ロムジー修道院の修道女として過ごし、1155年以降には修道院長となっていたが、1153年に兄ウスタシュ4世が、1159年に弟ギヨーム1世が跡継ぎなしに早逝して兄弟姉妹の唯一の生き残りとなったため、ブローニュ伯を相続、翌1160年にフランドル伯ティエリー・ダルザスの長男マチューに修道院から拉致され強制的に還俗させられて結婚した。マリーはイド（1160年 - 1216年）とマティルド（1170年 - 1210年）の2女を儲けたものの、1170年にマチューと離婚、修道院に戻り、1182年に亡くなった。
その後、ブローニュはマチューの単独統治となったが1173年に戦死、長女イドが相続した。イドは最初ゲルデルン伯ハインリヒ1世の子ゲルハルトと結婚、2度目にツェーリンゲン公ベルトルト4世と結婚、3度目にダンマルタン伯ルノーと結婚し、ルノーとの間に後にブローニュ伯を継承するマティルド・ド・ダンマルタンをもうけた。次女マティルドはブラバント公アンリ1世と結婚し、マティルドの後にブローニュ伯を継承するアデライード・ド・ブラバンをもうけた。

## 備考
素性不明の詩人マリー・ド・フランスの正体は、一説にマリー・ド・ブローニュであるとされる。